# Adesmia australis
Adesmia australis es una especie de planta floral del género Adesmia, categorizada en la tribu Dalbergieae, de la subfamilia Faboideae.

## Distribución
Especie nativa de Argentina. Crece en el bioma templado.

## Taxonomía
Fue descrita por Ulibarri & B.B.Simpson y publicada en Darwiniana 48: 204 (2010).